# Vicoforte
Vicoforte (Vi in piemontese) è un comune italiano di 3 212 abitanti della provincia di Cuneo in Piemonte.

## Geografia fisica

### Territorio
Vicoforte si trova a circa 30 km a est da Cuneo, ad un'altitudine di 598 m s.l.m.
Fa parte dell'Unione Montana del Monte Regale
È classificato nella zona sismica 3A(sismicità bassa).

### Clima
Il comune è stato inserito nella zona climatica E ed ha un fabbisogno termico di 2891 gradi giorno. La normativa attuale consente l'accensione degli impianti di riscaldamento per quattordici ore giornaliere, dal 15 ottobre al 15 aprile.

## Origini del nome
Da sempre conosciuta come Vico (dal latino Vicus, luogo abitato da popolazioni rurali), assunse l'attuale denominazione con la delibera del 14 dicembre 1862 e il conseguente regio decreto dell'11 gennaio 1863. L'aggiunta del termine forte è dovuta al fatto che fino al 1684 è esistita una fortificazione.

## Storia

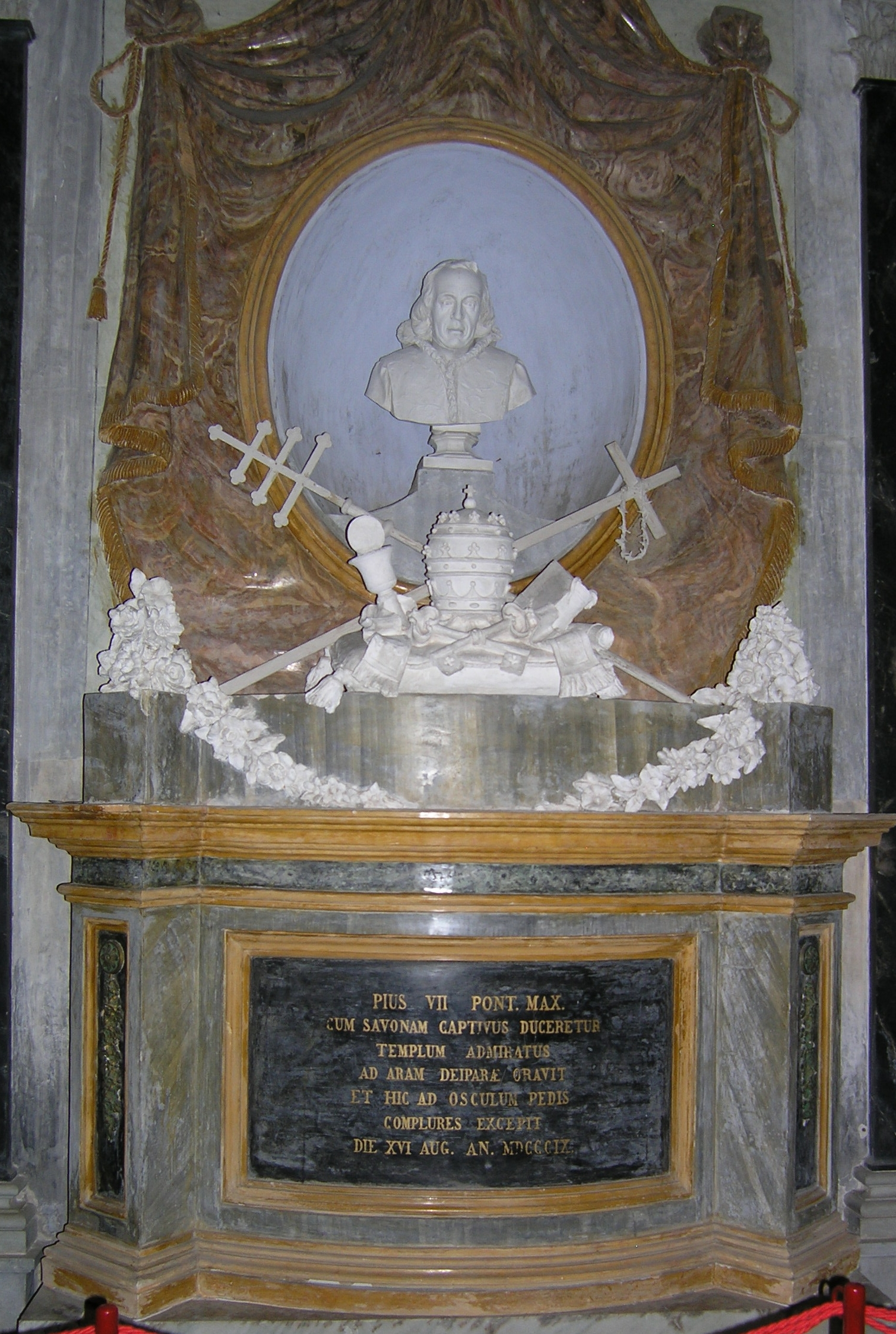
Monumento in memoria del passaggio di papa Pio VII

L'area in cui oggi si trova Vicoforte venne abitata dapprima dai Liguri Bagienni, fino alla conquista avvenuta nel I secolo a.C. da parte dei Romani, i quali inserirono le popolazioni locali nella tribù Camilia. A comprovare l'effettiva presenza di Roma in quelle terre è stato il ritrovamento di resti di tombe con manufatti, attualmente conservati nel museo civico di Cuneo.
Poco o nulla si sa del periodo altomedioevale, si deve giungere a poco prima l'anno mille per trovare menzione di Vico come parte del distretto post-carolingio conosciuto come Comitato di Bredulo. Successivamente, nel diploma del 26 gennaio 1041 dell'imperatore Enrico III il Nero troviamo indicata per la prima volta la pieve di San Pietro in Vico.
Nel 1118 la comunità vicese appare già piuttosto attiva, ottenendo in quel periodo la comproprietà della boscaglie locali (importante risorsa del tempo) con il vescovo di Asti. Nel 1210 Vico si dota del suo primo codice di leggi scritte, con la raccolta e redazione delle Consuetudini di Vico.
Nella prima parte del XIII secolo è da segnalare un notevole spostamento di famiglie vicesi verso un'altura vicina detta "Monte di Vico". Esse andarono a comporre il nucleo primigenio della Villa Nova, successivamente denominata Montis Regalis: l'odierna Mondovì.
Dopo il 1231 Vico venne ridotta al rango di villario e posta sotto l'amministrazione del distretto monregalese, dal quale dipenderà per l'intero medioevo fino all'editto del 19 luglio 1698 di Vittorio Amedeo II di Savoia.
Nel XVI secolo notevole a Vico fu l'espandersi della devozione mariana, la quale portò all'inizio della costruzione del santuario, mentre nel secolo successivo prese parte attiva nella guerra del sale, durante la quale i rivoltosi occuparono e distrussero la locale fortezza. La rivolta ebbe come conseguenza la deportazione di una parte della popolazione verso il Vercellese, la separazione del borgo dalla città da cui dipendeva e il suo infeudamento, nel 1722, al conte Giuseppe Gerolamo Derossi di Usseglio. Nel 1748 Vico venne acquistata dai Ferrero d'Ormea che lo tenne fino al 1796 quando decaddero i poteri feudali.
Il fatto di trovarsi in una posizione strategica portò Vico e la vicina Mondovì negli interessi di Napoleone Bonaparte durante la sua campagna d'Italia e Vico ebbe a soffrire di rappresaglie e vandalismi. Nel 1809 i francesi vi fecero soggiornare papa Pio VII, prigioniero e diretto a Savona.
Nel XX secolo, durante l'ultima guerra, Vicoforte pagò un notevole tributo di vite nella resistenza, mentre nel 1994 l'alluvione fece diversi danni anche a Vicoforte, causando anche una vittima.

### Simboli
Lo stemma di Vicoforte è descritto come di rosso, alla croce d'argento. Ornamenti: la fronda di palma e l'aquila; arma cimata da corona marchionale.
Si tratta di uno stemma non ancora riconosciuto ufficialmente con decreto del presidente della Repubblica. La tradizione ha consegnato insieme allo stemma anche un motto in latino a cui si è giunti attraverso i disegni più antichi del gonfalone comunale presenti negli archivi: Viribus Ingenique Ciunt Utroque Superbos.
Il gonfalone è un drappo di azzurro.

## Monumenti e luoghi d'interesse

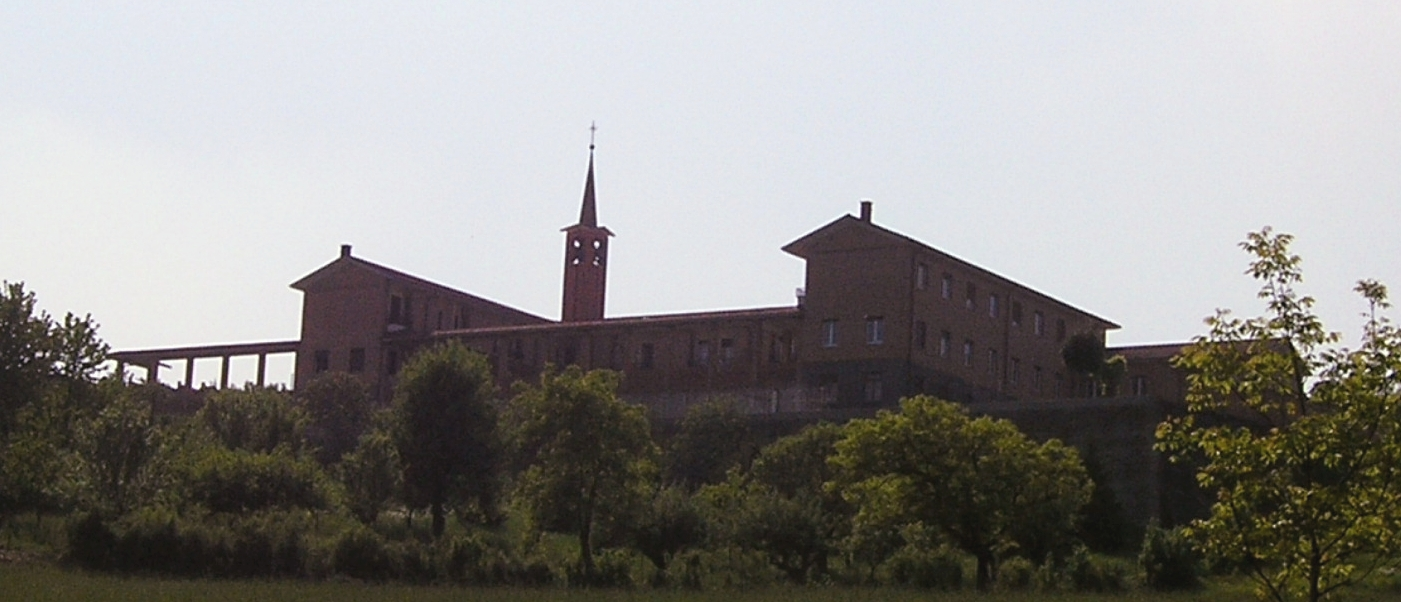
Il monastero delle clarisse

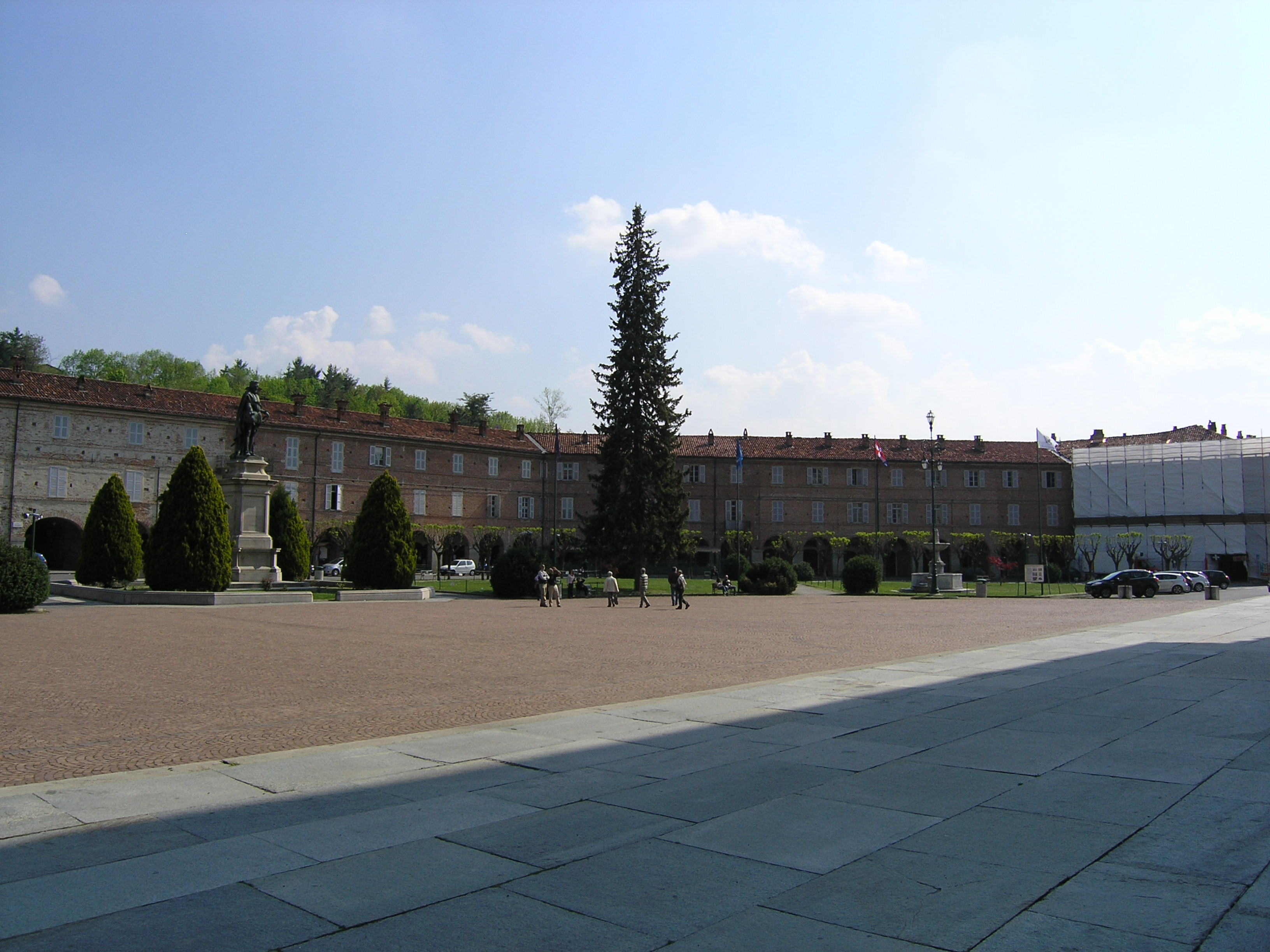
La Palazzata

- Santuario-Basilica della Natività di Maria più noto semplicemente come Santuario di Vicoforte: imponente edificio costruito in più riprese tra la fine del XVI e l'inizio del XX secolo, vanta la cupola ellittica più grande al mondo[11]. La sua costruzione è dovuta alla devozione portata ad un pilone preesistente, forse del XV secolo, raffigurante la Madonna con il Bambino. L'edificazione dell'attuale basilica iniziò con la semplice sistemazione di quel pilone, danneggiato involontariamente dal colpo sparato da un cacciatore, ed all'edificazione attorno ad essa di una cappella con ringraziamento per la fine di un'epidemia[12].
La posa della prima pietra del santuario avvenne il 7 luglio 1596, ma per giungere alla sua forma definitiva sarà necessario attendere il completamento avvenuto solo nel XIX secolo. La struttura esterna prevede quattro campanili angolari e tre facciate, mentre all'interno vi sono cinque cappelle, una delle quali ospita le spoglie di Carlo Emanuele I di Savoia, che ebbe molto a cuore la costruzione dell'edificio; nella stessa cappella nel dicembre 2017 sono state tumulate le spoglie di Vittorio Emanuele III e della moglie Elena del Montenegro. Al centro si erge l'altare che ingloba il pilone originale (sul quale è tuttora visibile lo sfregio dovuto al colpo d'archibugio) sormontato da un baldacchino del 1749 di Francesco Gallo. Dal 1880 il santuario è monumento nazionale e nel 1935 è stato elevato al rango di basilica minore[13].
- Palazzata: è il nome dato alla cinta di palazzi costruita attorno al piazzale del santuario, caratterizzata da portici e palazzi simmetrici e di uguale grandezza, facendo così da cornice al santuario stesso. Venne costruita in epoche diverse su disegno dell'architetto di corte Ascanio Vitozzi, già attivo a Vicoforte quale autore del monastero cistercense[9].
- Monastero di Santa Chiara: inaugurato nel 1966[14], è il moderno convento delle monache clarisse, edificato su progetto dell'architetto don Carlo Ruffo[12].
- Ex Monastero cistercense: costruito nei pressi del santuario, venne edificato su progetto di Ascanio Vitozzi per volere di Carlo Emanuele I per ospitare i monaci cistercensi. Iniziato nel 1601, attivo a partire dal 1613 e completato nel 1644, venne riccamente decorato e dotato di un corridoio sospeso detto ala di Madama reale per rendere agevole il collegamento con la vicina basilica.
Oggi il complesso è detto Casa Regina Montis Regalis, i cui locali sono utilizzati per conferenze ed incontri di preghiera, nonché all'alloggio dei pellegrini.[13][15].
- Via dei misteri del Santo Rosario: denominata oggi della Via delle Cappelle, dal XVII secolo è percorso dai pellegrini che si recavano in preghiera presso il pilone attorno al quale è stato costruito l'attuale santuario. A partire dalla seconda metà del Settecento vi vennero edificate una serie di cappelle dedicate ai misteri del Rosario, che nel progetto del 1869 del vescovo Ghilardi dovevano essere tredici più il santuario. Difficoltà economiche ne impedirono la completa attuazione; alcune furono abbattute.
- Parrocchiale dei Santi Giovanni e Donato: di antica fondazione, ha subito un'importante ristrutturazione nel XVIII secolo. Originariamente destinata ad essere la cappella del castello, di questo fatto resta traccia in una torre trasformata in campanile. Vi sono conservate una notevole Via Crucis, le statue di San Teobaldo e della Madonna della purità dell'artista Roasio, nonché un pregevole altare maggiore ed una statua dell'Immacolata[9].
- Parrocchiale dei Santi Pietro e Paolo: situata in località Fiamenga, è citata in qualità di pieve in un documento del 1041, facendo di questo l'edificio religioso più antico di Vicoforte. Conserva preziosi affreschi del XV secolo ed è probabilmente la chiesa in cui nel XII secolo venne battezzato san Teobaldo Roggeri[9].
- Parrocchiale di San Grato: nella località omonima, venne eretta fra il 1796 ed il 1798 per essere cappella suffraganea dei Santi Giovanni e Donato. Venne eretta a parrocchia nel 1952. All'interno è presente una tela del XVIII secolo raffigurante Tobia e l'arcangelo Raffaele e la sacrestia decorata con stucchi[9].
- Parrocchiale dell'Annunciazione: edificata in frazione Moline, andò a sostituire quella più antica dedicata a san Benedetto in località Pizzo, scomparsa nel XVII secolo assieme all'abitato probabilmente a causa della peste. Vi sono conservati una pala d'altare datata 1644 ad opera del saviglianese Sebastiano Carello ed una raffigurazione della Crocifissione con Madonna e santi, risalente alla seconda metà del Cinquecento[9].

## Società

### Evoluzione demografica
Abitanti censiti

### Etnie e minoranze straniere
Secondo i dati Istat al 31 dicembre 2017, i cittadini stranieri residenti a Vicoforte sono 131, così suddivisi per nazionalità, elencando per le presenze più significative:
1. Romania, 48
2. Marocco, 24

## Cultura

### Eventi
- Fiera del Santuario: detta Fera 'dla Madona in piemontese[19] si svolge a Vicoforte l'8 settembre di ogni anno, da circa quattrocento anni. Nata grazie alla concomitanza dell'afflusso di pellegrini per la festa della natività di Maria e la spontanea organizzazione dei venditori locali, è divenuta nel tempo una delle più grandi fiere della provincia di Cuneo[20].

## Infrastrutture e trasporti

### Strade
Il paese si trova lungo l'originario tracciato della Strada statale 28 del Colle di Nava.

### Ferrovie
Vicoforte è servita dalla fermata di Vicoforte-San Michele, ex stazione posta lungo la ferrovia Torino-Savona servita da treni regionali svolti da Trenitalia nell'ambito del contratto di servizio stipulato con la Regione Piemonte.
Fino al 1953 il collegamento con la stazione era svolto mediante la tranvia elettrica Mondovì-San Michele.

## Amministrazione
Di seguito è presentata una tabella relativa alle amministrazioni che si sono succedute in questo comune.
| Periodo           | Periodo           | Primo cittadino   | Partito                                 | Carica              | Note   |
| ----------------- | ----------------- | ----------------- | --------------------------------------- | ------------------- | ------ |
| 4 giugno 1985     | 28 maggio 1990    | Sebastiano Massa  | lista civica                            | Sindaco             | [ 21 ] |
| 28 maggio 1990    | 24 aprile 1995    | Sebastiano Massa  | lista civica                            | Sindaco             | [ 21 ] |
| 24 aprile 1995    | 14 giugno 1999    | Sebastiano Massa  | tendenti partito popolare italiano      | Sindaco             | [ 21 ] |
| 14 giugno 1999    | 14 giugno 2004    | Sebastiano Massa  | Partito Popolare Italiano               | Sindaco             | [ 21 ] |
| 14 giugno 2004    | 8 giugno 2009     | Gian Pietro Gasco | lista civica                            | Sindaco             | [ 21 ] |
| 8 giugno 2009     | 26 maggio 2014    | Gian Pietro Gasco | -                                       | Sindaco             | [ 21 ] |
| 26 maggio 2014    | 7 novembre 2014   | Dario Basso       | lista civica: Viviamo Vicoforte         | Sindaco             |        |
| 7 novembre 2014   | 31 maggio 2015    | Lorella Masoero   |                                         | Comm. straordinario | [ 21 ] |
| 31 maggio 2015    | 22 settembre 2020 | Valter Roattino   | lista civica: Noi con voi per Vicoforte | Sindaco             | [ 21 ] |
| 22 settembre 2020 | 22 settembre 2022 | Valter Roattino   | lista civica                            | Sindaco             | [ 21 ] |
| 22 settembre 2022 | 16 maggio 2023    | Silvia Bolmida    |                                         | Comm. straordinario | [ 21 ] |
| 16 maggio 2023    | in corso          | Gian Pietro Gasco | lista civica                            | Sindaco             | [ 21 ] |

### Altre informazioni amministrative
Fa parte dell'Unione Montana del Monregale, nata dallo scioglimento della comunità montana Alto Tanaro Cebano Monregalese